# Parc de Monza
 (janvier 2024).
La mise en forme du texte ne suit pas les recommandations de Wikipédia : il faut le « wikifier ».
Les points d'amélioration suivants sont les cas les plus fréquents. Le détail des points à revoir est peut-être précisé sur la page de discussion.
- Les titres sont pré-formatés par le logiciel. Ils ne sont ni en capitales, ni en gras.
- Le texte ne doit pas être écrit en capitales (les noms de famille non plus), ni en gras, ni en italique, ni en « petit »…
- Le gras n'est utilisé que pour surligner le titre de l'article dans l'introduction, une seule fois.
- L'italique est rarement utilisé : mots en langue étrangère, titres d'œuvres, noms de bateaux, etc.
- Les citations ne sont pas en italique mais en corps de texte normal. Elles sont entourées par des guillemets français : « et ».
- Les listes à puces sont à éviter, des paragraphes rédigés étant largement préférés. Les tableaux sont à réserver à la présentation de données structurées (résultats, etc.).
- Les appels de note de bas de page (petits chiffres en exposant, introduits par l'outil «  Source ») sont à placer entre la fin de phrase et le point final[comme ça].
- Les liens internes (vers d'autres articles de Wikipédia) sont à choisir avec parcimonie. Créez des liens vers des articles approfondissant le sujet. Les termes génériques sans rapport avec le sujet sont à éviter, ainsi que les répétitions de liens vers un même terme.
- Les liens externes sont à placer uniquement dans une section « Liens externes », à la fin de l'article. Ces liens sont à choisir avec parcimonie suivant les règles définies. Si un lien sert de source à l'article, son insertion dans le texte est à faire par les notes de bas de page.
- La présentation des références doit suivre les conventions bibliographiques. Il est recommandé d'utiliser les modèles {{Ouvrage}}, {{Chapitre}}, {{Article}}, {{Lien web}} et/ou {{Bibliographie}}. Le mode d'édition visuel peut mettre en forme automatiquement les références.
- Insérer une infobox (cadre d'informations à droite) n'est pas obligatoire pour parachever la mise en page.

Pour une aide détaillée, merci de consulter Aide:Wikification.
Si vous pensez que ces points ont été résolus, vous pouvez retirer ce bandeau et améliorer la mise en forme d'un autre article.
Le parc de Monza est l'un des plus grands parcs urbains historiques d'Europe. L'une de ses principales caractéristiques est qu'il a conservé les murs d'origine de la ville d'environ 14 km. Cette particularité en fait le troisième plus grand parc clos d'Europe après le parc de Chambord avec 32 km et le parc naturel de La Mandria avec ses 30 km Il a une superficie de 732 hectares,, et est situé au nord de la ville, entre les communes de Monza, Villasanta, Vedano al Lambro et Biassono. Avec les jardins royaux, le parc de Monza constitue un complexe d'une valeur paysagère, historique et architecturale particulière, inclus dans le plus grand parc régional de la vallée du Lambro. Depuis 1922 il abrite l'hippodrome de Mirabello, plus présent aujourd'hui, et un important circuit automobile.

## Histoire

### La création du parc
Le parc était recherché par Eugène de Beauharnais, beau-fils de Napoléon et vice-roi du  royaume d'Italie, en complément de la villa royale construite quelques décennies plus tôt par la volonté du gouvernement autrichien. Il a été officiellement créé par décret napoléonien du 14 septembre 1805 comme extension des Jardins royaux. Le projet a été confié à l'architecte Luigi Canonica et Luigi Villoresi; les travaux commencèrent en 1806 et se terminèrent en 1808.
Le parc est né à la base comme un domaine modèle qui conciliait le séjour suburbain du souverain avec la possibilité de disposer d'une réserve de chasse personnelle. Cependant, il existe différentes hypothèses sur le besoin réel qui a conduit à sa création ; d'après Francesco Rephisti, la fondation du parc pourrait être considérée comme la préparation d'une grande réserve territoriale à quelques kilomètres de Milan, alors capitale du royaume d'Italie, prêts à accueillir d'importants contingents militaires en cas de besoin. Pour étayer cette hypothèse, il y aurait eu le grand élevage de chevaux royaux de la villa Pelucca, à Sesto San Giovanni. Selon Cinzia Cremonini, la villa et le parc faisaient partie d'un projet plus complexe, visant à exalter la grandeur de l'Empereur, dont Eugène de Beauharnais est l'héritier.
D'un point de vue territorial, le parc s'étendait initialement jusqu'à Santa - à l'époque un hameau de Monza, aujourd'hui partie de la commune de Villasanta - et à Vedano, y compris les propriétés importantes des Durini, à qui appartenaient la villa Mirabello et la villa Mirabellino. Déjà en 1806, une autre bande en terrasses d'environ 5 km au nord-ouest de Monza fut acquise, faisant partie des communes de Monza, Vedano et Biassono, procédant immédiatement après à la construction de l'enceinte, en utilisant, entre autres, les restes des murailles médiévales de la ville. Vers 1808, le parc de Monza devint ainsi le plus grand parc clos d'Europe, avec un mur d'enceinte de 14 km de long, atteignant ainsi l'extension d'environ 14000 pertiche (le tout environ 9 km²) qui comprenait bâtiments préexistants (villas, moulins et cascine), routes, zones agricoles et zones boisées - presque un recueil du territoire agricole lombard.
À partir de ces années, Canonica a commencé à développer un projet audacieux et complexe, visant à harmoniser l'architecture présente à l'intérieur du parc avec le parc lui-même, dans un système presque théâtral avec lequel ils ont donné beauté et grandeur au domaine. L'architecte a travaillé personnellement sur divers projets de construction ou de transformation de divers bâtiments, une tâche qui aurait dû a été développé et complété plus tard par son successeur Giacomo Tazzini, actif ici entre 1818 et 1848, coïncidant avec les années du séjour de l'archiduc à Monza Rainier d'Autriche.

#### Territoire et Communes
Pour la construction du parc, de vastes terres d'environ 5 km² furent achetées aux propriétaires locaux, principalement l'église et les familles nobles (comme les Durini et les Gallarati Scotti) de 1805 à 1808, tandis que le décret du 14 septembre 1805 a permis l'acquisition des terrains choisis pour la formation du parc royal appartenant à l'époque aux municipalités de Monza, Vedano al Lambro et Biassono.
La localisation originale des limites de ces communes suivait le tracé des parcelles de terrain et des propriétés associées, remontant pour l'essentiel au cadastre thérésien; après la création du parc et le réaménagement de la verdure, avec les perspectives d'avenues et la distinction entre les zones boisées et les zones agricoles, il s'est avéré impossible d'identifier les limites originelles des lotissements cadastraux. En vertu de cela, déjà à partir de la 1872 nous avons pensé à rectifier les frontières, pour qu'elles soient plus facilement identifiables. Les nouvelles frontières rectifiées ne furent officialisées que le 24 février 1899, en présence des commissions de recensement, des conseils municipaux des communes concernées, ainsi que des ingénieurs Luigi Tarantola pour la Maison Royale et Emilio Rigatti pour le foncier. enregistrement. Du procès-verbal dressé, il ressort que la frontière entre Biassono et Vedano al Lambro, celle qui avait subi la modification la plus substantielle (celle avec Monza suivait largement le cours de la rivière Lambro, et n'a subi qu'une régularisation négligeable dans la seconde moitié, dans la section avec Vedano al Lambro), à partir de la rive droite du Lambro continué le long du viale della Fagianaia, en passant par le viale dei Platani (donc parallèle au viale dei Cervi et viale del Serraglio), rejoignant le viale delle Noci et continuant jusqu'au le mur d'enceinte du parc, à partir duquel reprenait le parcours historique, longeant le parc de la villa Litta Bolognini Modigliani. Les avenues mentionnées ont été pour la plupart incorporées dans la surface occupée par la suite par l'Autodromo et ne constituent aujourd'hui qu'un souvenir historique.
A cette occasion, la fraction de Santa a tenté sans succès de se détacher de la municipalité de Monza pour rejoindre celle de villa San Fiorano. En réponse, Monza a demandé l'annexion de la même villa San Fiorano. La situation est restée inchangée, même si elle a continué à alimenter un certain débat et un certain ressentiment parmi les populations des communes concernées. En 1924 La Santa renouvela ses demandes, trouvant cette fois une réponse beaucoup plus dure de la part de Monza, dont le commissaire préfectoral le 1er août  1925 demanda non seulement pour l'annexion de la Villa San Fiorano, mais aussi de Vedano al Lambro et Biassono. La forte opposition initialement apportée uniquement par Villa San Fiorano et Biassono, plus tard également par Vedano al Lambro, parallèlement à la reconstitution d'une administration municipale également à Monza, après la période d'administration pendant laquelle les demandes avaient mûri, a conduit à une réduction des effectifs celles-ci, qui se limitaient désormais à l'acquisition des terrains à l'intérieur du parc. Les nouvelles demandes de Monza ont également été contestées tant par Biassono que par Vedano, mais ils auraient été mis en œuvre dans l'arrêté royal du 29 novembre 1928, publié au Journal officiel du royaume le 7 janvier 1929, qui sanctionna l'incorporation du parc royal à la commune de Monza dont la fraction de Santa fut détachée et assignée à la commune de Villa San Fiorano dans la nouvelle municipalité de Villasanta. Ce décret entra officiellement en vigueur le 23 janvier 1929.

Les frontières internes du parc de Monza : Monza (rouge), Vedano al Lambro (jaune), Biassono (bleu).
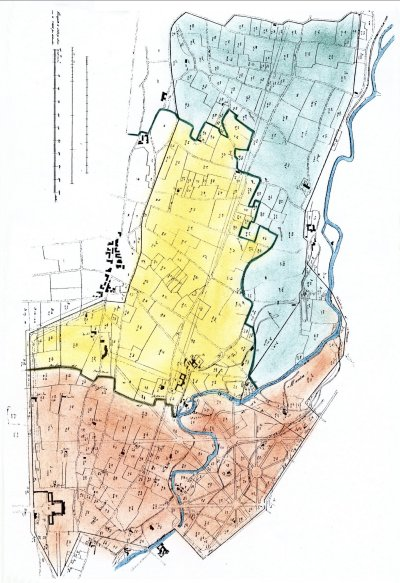
Les frontieres à 1805
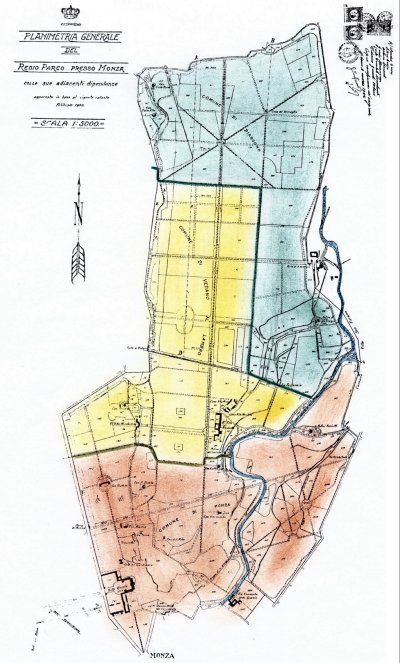
Les frontieres à 1899

### La période autrichienne

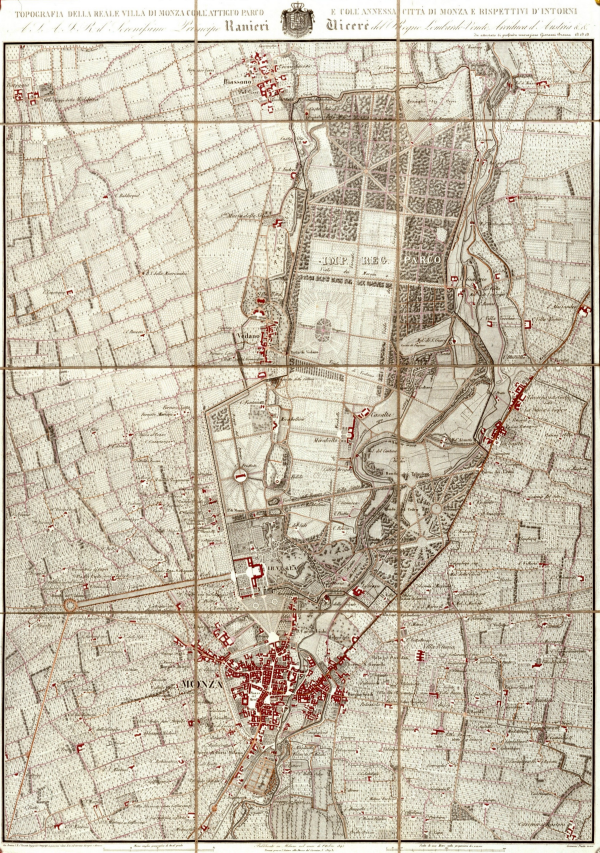
Le parc dans une représentation de 1845 par Giovanni Brenna. Notez la disposition originale des zones occupées par la suite par l'autodrome et la disposition des avenues prospectives à l'intérieur et à l'extérieur du parc.

L'archiduc Rainier, nommé vice-roi du royaume de Lombardie-Vénétie en 1818, ramena immédiatement le palais royal et ses dépendances connexes, qui tombèrent dans une brève période d'oubli après la fuite des Français en mai 1814, dans le territoire des Habsbourg. Conformément à ce qui se passait déjà à Vienne à cette époque, les Jardins royaux et le parc ont été ouverts au public pour la première fois, initiative particulièrement significative du point de vue symbolique, puisqu'elle voulait représenter le caractère démocratique du nouveau Gouvernement autrichien, bien disposé envers les habitants de Monza et de Milan. Dans ces mêmes années, les idées, qui se sont également répandues en Italie dans les toutes premières années du XIXe siècle, à partir de manuels spécialisés, s'imposaient. Selon Luigi Mabil les villes devaient toujours avoir - en plus des places - des lieux de rencontre supplémentaires et agréables et la marche pour la population, obtenue - selon les disponibilités - à l'intérieur ou à l'extérieur du périmètre de la ville. Ils devaient offrir aux citoyens la possibilité de respirer un air plus sain ainsi que des images et des moments agréables qui les détournaient de leurs affaires personnelles. Conformément à cette pensée, le même Ercole Silva - qui déjà avait influencé l'aménagement des jardins les années précédentes - il a soutenu l'importance de ces espaces dans la vie quotidienne des gens, comme un réel besoin. Ces domaines, en plus de soulager l'individu des afflictions personnelles, le détournent «des divertissements ignobles et dangereux», l'éduquant à une plus grande sensibilité et à une meilleure sociabilité.
Le parc et les jardins royaux auraient été ouverts jusqu'au 1er août 1857, date à laquelle l'idée était de supprimer la colonie agricole qui y était établie, au profit d'une réduction de la taille du parc lui-même, accompagnée d'un plus grand développement des prairies et des bois. zones. Après la chute de l'Empire autrichien, le projet ne fut jamais réalisé et, avec l'unification de l'Italie en 1861, il fut rouvert au public par les nouveaux propriétaires, les souverains de la maison de Savoie.

### Des Savoie à la Seconde Guerre mondiale
La maison de Savoie, qui succéda aux Habsbourg, montra d'abord une grande indifférence à l'égard des affaires du parc et de la villa royale. Ce n'est qu'avec l'accession au trône d'Umberto I en 1878 que cette tendance s'inverse, inaugurant une période d'importants travaux de rénovation et d'embellissement, concentrés presque exclusivement sur le palais royal, dans laquelle le souverain aimait séjourner. Durant cette période, les principaux projets d'intervention relatifs au parc concernaient l'architecture qui y était présente, qui à son tour aurait dû être rénovée et agrandie. Ces projets restèrent presque exclusivement sur papier, puisque le 29 juillet 1900 Umberto I fut assassiné près du parc alors qu'il rentrait à la villa, attaqué par l'anarchiste Gaetano Bresci.
Cet événement condamna le parc et le palais de Monza à vingt ans d'abandon, qui se terminèrent en quelque sorte par la restitution des propriétés à l'État, qui eut lieu le 21 août 1919, et la donation ultérieure de celui-ci avec l'arrêté royal du 3 octobre 1919 de Vittorio Emanuele III à divers bénéficiaires. Les zones au nord de Viale Cavriga ont été cédées à l'Opera Nazionale Combattenti, tandis que celles au sud - avec la villa et les jardins - est resté propriété de l'État ; la villa Mirabellino a été offerte à l'Opera Nazionale Orfani Infanti, tandis que cinquante hectares situés au-delà du Lambro, ainsi que l'église de Santa Maria delle Grazie adjacente, ont été vendus à l'École supérieure d'agriculture de Milan.

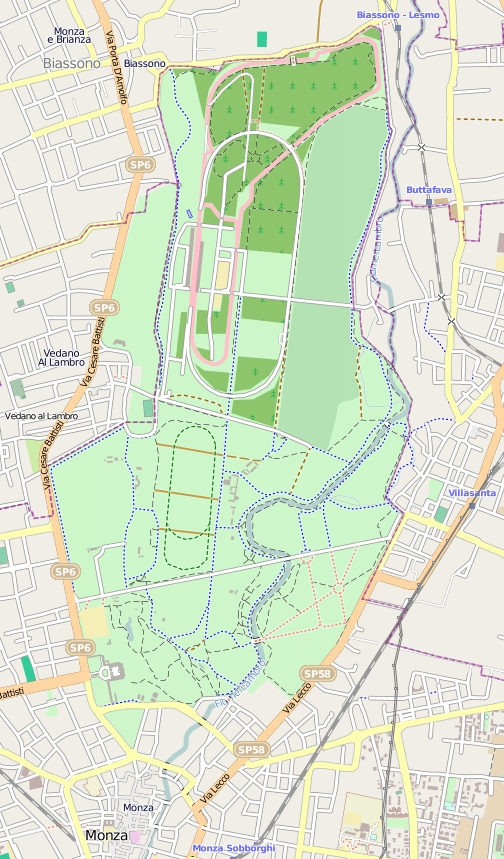
Carte du parc (2012) : notez l'autodrome et - en pointillés - les zones précédemment occupées par l'hippodrome de Mirabello.

L'Opera Nazionale Combattenti, qui considérait la donation comme un fardeau, entreprit des démarches pour trouver une nouvelle utilisation aux vastes zones qu'elle devait gérer. De nombreuses propositions spéculatives ont émergé dès le début. Parmi celles-ci, l'une des plus significatives était le projet Giacchi-Viganoni de 1919, selon lequel ces zones seraient transformées en une cité-jardin moderne liée à Milan  et dotée d'installations sportives et de loisirs de pointe. Environ 200 hectares de terrain auraient été attribués à la cité-jardin principale, entourés d'une ceinture verte résiduelle d'environ 270 hectares  qui la séparait de la deuxième zone résidentielle d'environ 50 hectares. Environ quatre-vingts hectares restants auraient été occupés par des services.

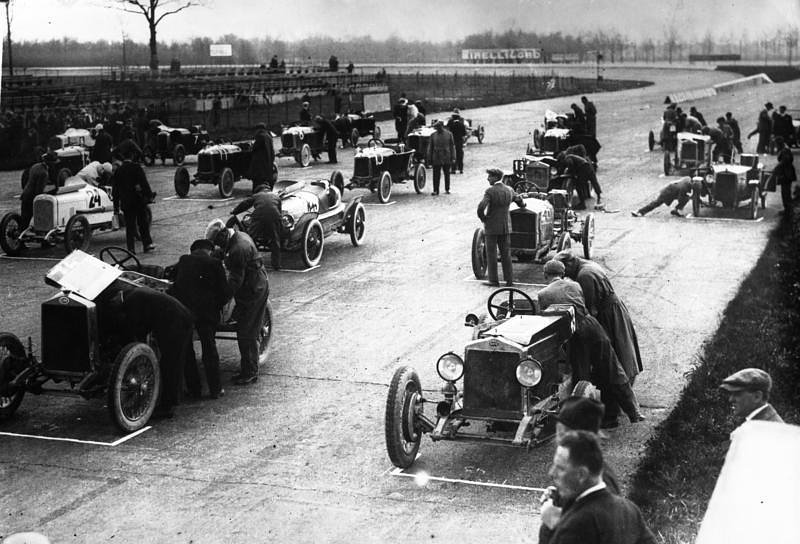
Composition de départ de la I Milan Fair Cup, tenue le 19 avril 1925.

Une fois terminée l'hypothèse du projet, en 1920 l'Opera Nazionale Combattenti conclut un accord avec le Consortium composé des municipalités de Monza et de Milan, de concert avec l'Umanitaria. Ce consortium, qui poursuivait une logique visant à maximiser l'exploitation du parc d'un point de vue économique, a accordé à son tour des concessions sur certaines zones à des sujets qui auraient bouleversé sa configuration originale. En 1922 une superficie de 370 hectares dans la partie nord-ouest du parc fut concédée à la SIAS (Società per l'Incremento dell'Automobilismo e Sport) sur laquelle, également grâce à l'impulsion reçue du sénateur Silvio Crespi, président de la Banca Commerciale Italiana et du Automobile Club d'Italia, l'Autodromo nazionale di Monza, le troisième circuit automobile permanent au monde en ordre chronologique. Le projet, confié à l'architecte Alfredo Rosselli et à l'ingénieur Piero Puricelli, prévoyait initialement un circuit en double anneau de 14 km, qui aurait atteint Viale Cavriga, mais a été rejetée par le ministère de l'Éducation et la Commission pour la conservation des monuments de l'antiquité et de l'art de la province de Milan, car elle a été jugée excessivement envahissante et préjudiciable à l'intégrité du parc.
Le projet réalisé, relativement modeste, repose sur l'interpénétration de deux circuits distincts - une piste routière de 5500 m et la boucle à grande vitesse de 4500 mètres - qui partagent la ligne droite d'arrivée. Cette solution, même si elle n'a pas annulé l'impact extrême des travaux sur le parc, a au moins permis de réduire la superficie occupée et le nombre d'arbres à abattre, qui à l'époque étaient concentrés presque exclusivement dans le Bosco Bello, le parc ayant encore un caractère purement agricole. Le circuit s'est imposé comme l'un des plus célèbres et prestigieux au monde, constituant également la principale raison de la renommée de la ville de Monza dans le monde.
L'identification du circuit avec la ville de Monza (et à l'époque Milan) n'a pas manqué de constituer une source de ressentiment pour certaines des municipalités effectivement concernées par le tracé de la piste, qui ne voyaient pas cette réalité suffisamment communiquée au grand public:
« Le circuit de Milan, dans le parc royal de Monza, est entièrement construit sur le territoire des communes de Biassono et Vedano. Les deux communes qui ont cédé une grande partie de leur territoire ne sont même pas nommées: Milan et Monza ont usurpé un nom et une renommée qui auraient dû revenir aux deux communes oubliées! Injustice du sort! »
Toujours en 1922, la SIRE (Société pour l'encouragement des races équines) a également obtenu une concession d'environ 100 hectares pour la construction de l'hippodrome de Mirabello, achevé en 1924. Elle a été construite dans une zone plus centrale du parc, située entre la villa Mirabello - dont elle tire son nom - et la villa Mirabellino. La construction de l'hippodrome de Mirabello a été moins opposée que celle de l'Autodromo nazionale di Monza, déjà jugée à l'époque comme ayant un impact environnemental excessif et incompatible avec la nature du parc dans lequel il était. Même les structures architecturales de l'hippodrome, conçues avec les deux voies de Vietti-Violi, étaient beaucoup plus harmonieuses et légères, étant construites - selon la mode de l'époque - en liberty et en bois.
En 1928 le terrain de golf a été construit, sur une superficie de 90 hectares dans la zone nord-est du parc, à côté de l'autodromo. Le premier projet, confié à l'architecte anglais Peter Gannon et à l'ancien major de l'armée Cecil Blandford - considéré à l'époque parmi les meilleurs golf designers - consistait en un parcours de neuf trous seulement, qui fut bientôt transformé en un parcours de dix-huit trous. L'architecte Piero Portaluppi a construit le « club house », pour lequel il a adapté l'ancienne Fagianaia Reale.
En 1934, la villa royale, les Jardins et une partie du parc furent vendus gratuitement et définitivement aux communes de Milan et de Monza, qui en 1937 achetèrent également les zones situées au nord de Viale Cavriga, formellement encore propriété de l'Opera Nazionale Combattenti. Vers le milieu des années trente, à la suite des graves accidents de voiture survenus sur le circuit, de lourdes interventions ont commencé pour adapter et sécuriser la piste, accompagnées de controverses sur la déforestation massive indispensable à chaque révision du itinéraire.

### De la Seconde Guerre mondiale à aujourd'hui
En 1958 il y eut une nouvelle expansion du terrain de golf, avec la création d'un parcours de vingt-sept trous et la construction d'un nouveau « club house », par l'architecte Luigi Vietti. En 1976, l'hippodrome est tombé en désuétude et en 1990, un incendie a détruit ce qui restait des tribunes en bois, qui ont ensuite été démolies avec les écuries. Également dans les années 1970, les controverses de la part des écologistes reprirent, lorsque de nouvelles modifications du circuit automobile, réalisées pour des raisons de sécurité, exigeèrent la coupe de nouveaux arbres. Les nouvelles « cases » ont également été construites, en dérogation aux restrictions environnementales du parc. Les groupes environnementaux se sont mobilisés et ont tenté de bloquer les travaux. La situation s'est répétée en 1994-1995, lorsque l'élargissement des issues de secours de certains virages a nécessité la coupe d'environ 500 arbres. Finalement, un compromis a été trouvé qui a réduit le nombre à environ 100, avec des modifications des courbes impliquées pour réduire la vitesse de déplacement.
Le golf fait également l'objet de vives critiques de la part des écologistes et du grand public, qui estiment injuste qu'une superficie égale environ un septième du parc est attribué en concession exclusive à un club privé (le Milan Golf Club) qui ne compte qu'environ 900 membres, empêchant ainsi les autres visiteurs d'y accéder. Entre 1995 et 2006, deux pétitions ont été déposées pour fermer l'usine.
Avec la loi régionale 40/1995 qui autorisait les interventions pour l'autodrome, un « plan de renaissance du parc de Monza » a également été approuvé, pour compenser ces interventions, dont la mise en œuvre, bien que partielle, a marqué un renversement du processus de dégradation du parc qui a caractérisé le siècle dernier. Grâce à ce projet, l'hippodrome a été supprimé, récupérant ainsi la vue sur les montagnes lombardes depuis la prairie recréée de Mirabello. La Viale dei Carpini a été reconstruite et traverse à nouveau ce pré, reliant ainsi les villas Mirabello et Mirabellino. La Collinetta di Vedano et le Belvedere della Valle dei Sospiri ont été récupérés. Les allées des Chaux et des Marronniers au-delà du pont des Chaînes ont été replantées, reconstituant ainsi le télescope qui s'étend vers l'est depuis la villa (idéalement vers Vienne). Une partie importante du patrimoine arboricole a été restaurée.

### Gestion du complexe monumental palais de Monza
Le consortium de gestion a été constitué le 20 juillet 2009, pour valoriser le complexe du palais royal de Monza, avec aussi les Jardins Royaux et le parc, en procédant à sa restauration et en garantissant sa conservation planifiée, en vue d'une a élioration de l'utilisation du public.
Elle a débuté ses activités le 9 septembre 2009 et est composée des institutions propriétaires des différentes parties de la villa et du parc : l'État (ministère des Biens, Activités et Tourisme culturels), la région Lombardie, la commune de Monza et la La municipalité de Milan. Bien qu'elles ne disposent pas de propriétés au sein du complexe monumental, la chambre de commerce de Monza et Brianza et la province de Monza et Brianza y participent depuis ses origines; en 2014, Confindustria Monza et Brianza sont également entrées dans la gouvernance du Consortium.
Depuis le 1er janvier 2012, chacune des institutions propriétaires a cédé les actifs en sa possession présents dans le palais royal et le parc au Consortium pour la gestion, afin de favoriser une approche unitaire et intégrée de valorisation du grand ensemble monumental.

## Le système d'avenues et de télescopes en perspective

### À l'intérieur du parc
- Viale di Vedano (zone centrale de l'axe Est-Ouest)
- Viale dei Carpini (anciennement Viale dei Carpani) - Elle s'étend tout droit sur 400 mètres de villa Mirabello (à l'est) jusqu'à villa Mirabellino (à Ouest). Détruit avec la construction de l'hippodrome de Mirabello en 1924, il a été récemment restauré.
- Viale Cavriga (anciennement Viale delle Roveri) - Il s'étend tout droit sur 2,2 km depuis la porte de Monza du côté ouest (située juste au nord de la villa royale) jusqu'à la porte Villasanta du côté est, traversant ainsi de côté à côté - de manière légèrement oblique - la zone sud du parc. À l'époque, il s'agissait d'un projet de construction routière très important, capable de garantir une liaison routière praticable et régulière entre les communes situées au nord de Monza, dont les routes étaient limitées à des chemins de campagne, difficiles à parcourir également en raison de la rareté des ponts. En fait, il traverse le Lambro avec le pont de Cavriga. Il était à l'origine flanqué d'une double rangée de roveri, remplacés par des platanes au cours des années 1930.
- Viale Mirabello (axe Nord-Sud)
- Viale Mirabellino
- Viale dei Tigli
- Viale delle Noci - Elle s'étendait tout droit sur 3,5 km depuis Viale Cavriga (sud) jusqu'à l'extrémité nord du parc, en passant par le rond-point Stella, qui a disparu avec la construction de l'hippodrome de Monza.
- Rondò della Stella (ou dei Carpini) - Il était situé le long de Viale delle Noci et était le point de départ de quatre autres avenues prospectives (en plus de l'avenue susmentionnée), qui culminaient visuellement vers autant d'avenues internes et à l'extérieur du parc. Il avait la forme d'un carré polygonal ; isolé avec la création de l'autodromo, il est encore globalement reconnaissable dans sa forme.

### À l'extérieur du parc
- Viale Cesare Battisti - Elle s'étend sur deux chaussées séparées par une grande pelouse rectangulaire bordée de haies qui empêchent l'accès aux piétons, sur 1,4 km depuis le rond-point Pini (à l'ouest) jusqu'à le palais royal (à l'est). Il s'agit de la plus importante des avenues prospectives liées au parc et à la villa, reliant cette dernière à l'avenue bordée d'arbres qui commençait à la place Loreto, à Milan. De plus, l'avenue se caractérise par le fait que (à partir du rond-point Pini) on peut voir sur la droite, d'abord l'ancienne gare royale et ensuite, presque au bout de l'avenue, toujours à droite, un aperçu en perspective de l'imposante chapelle expiatoire de Monza.

## Le mur du parc et le système d'accès
Le mur d'enceinte du parc a été érigé par Canonica en 1808 avec les restes de matériaux résiduels provenant des anciens murs de Monza. Long de plus de 14 km, il avait la double tâche de définir physiquement les frontières des zones utilisées par le palais royal et en même temps d'empêcher l'entrée de ceux qui ne devraient pas y avoir accès. , y compris pour des raisons de sécurité ; non seulement pour la sécurité personnelle d'Eugène de Beauharnais ou de toute autre personne utilisant le complexe, mais pour la sécurité même de toute personne qui aurait pénétré par inadvertance dans les propriétés, qui servaient de toute façon de pavillon de chasse . En fait, le parc n'a été ouvert au public pour la première fois qu'en 1818, avec l'installation de Rainier d'Autriche.

## Lieux remarquables du parc

### Autodrome de Monza
L'Autodromo nazionale di Monza est un circuit automobile situé dans le Parco Reale de 800 hectares de la ville de Monza, au nord de Milan en Italie. Il est principalement connu pour accueillir, chaque année, le Grand Prix d'Italie dans le cadre du Championnat du monde de Formule 1 et être le fief des « tifosi », supporters de l'écurie italienne Scuderia Ferrari. Le circuit a également accueilli le Grand Prix de Monza et le Grand Prix de Milan. Il fait par ailleurs partie des sept circuits qui ont accueilli le premier championnat du monde de Formule 1, clôturant cette saison initiale le 3 septembre 1950.

### Installations
Volière pour humains
La «Volière pour humains» est une installation permanente située près de la Cascina Cernuschi, dans la zone derrière la «Valle dei Sospiri». Œuvre de Giuliano Mauri, elle a été inaugurée le 26 novembre 2006, réalisée avec des matériaux provenant exclusivement de l'intérieur du parc, visant à composer un environnement en pointe circulaire, une sorte de dôme semblable à une grande cage ouverte. Cependant, la Volière a été démantelée en 2013 car elle a été ruinée par de nombreuses intempéries.
Écrivain
L'installation, œuvre du sculpteur Giancarlo Neri, a été placée dans le parc à l'occasion de son bicentenaire, en 2008. Il avait déjà été exposé à la villa Ada, à Rome, puis à Hampstead Heath, à Londres. Comme l'explique l'auteur lui-même, l'installation célébrerait «la solitude de l'écrivain», symbolisant le processus créatif de l'écriture, qui contraint l'écrivain à un isolement général du monde qui l'entoure ; ce faisant, il reste seul à la table à laquelle il travaille. D'où la grandeur de la sculpture, composée d'une chaise et d'une table réalisées à l'échelle et insérées dans les espaces ouverts du parc.

## Flore
Historiquement, grâce aux travaux de Luigi Villoresi, de nombreuses espèces végétales, indigènes et exotiques, ont été attestées ; à l'époque il y avait même 43 espèces de Quercus, 30 de Fraxinus, 22 de Prunus et 16 de magnolia. De nos jours, malgré avoir perdu beaucoup Faisant partie de la physionomie originale, le parc conserve une bonne variété d'arbres, particulièrement significative et importante, si elle est contextualisée dans le panorama presque entièrement urbanisé de Monza et des communes immédiatement au nord de cette dernière. Également particulièrement significative est la présence du Bosco Bello, l'un des derniers témoignages des anciennes forêts de plaine présentes en Lombardie, limitée cependant à la zone nord du parc, compromise à plusieurs reprises en raison de l' autodrome de Monza et les interventions de déforestation associées.
Parmi les espèces les plus caractéristiques et les plus répandues dans le parc figurent le Charme blanc (Carpinus betulus), le Marron d'Inde (Aesculus hippocastanum), le Liriodendron tulipifera (Liriodendron tulipifera), diverses espèces de Platanus, le Cerisier sauvage (Prunus avium) et le Tilleul arbre (Tilia cordata) entre les arbustes le Aubépine (Crataegus monogyna), le Cornulier (Cornus mas) et l'Evonymus (Euonymus europaeus).

## Faune

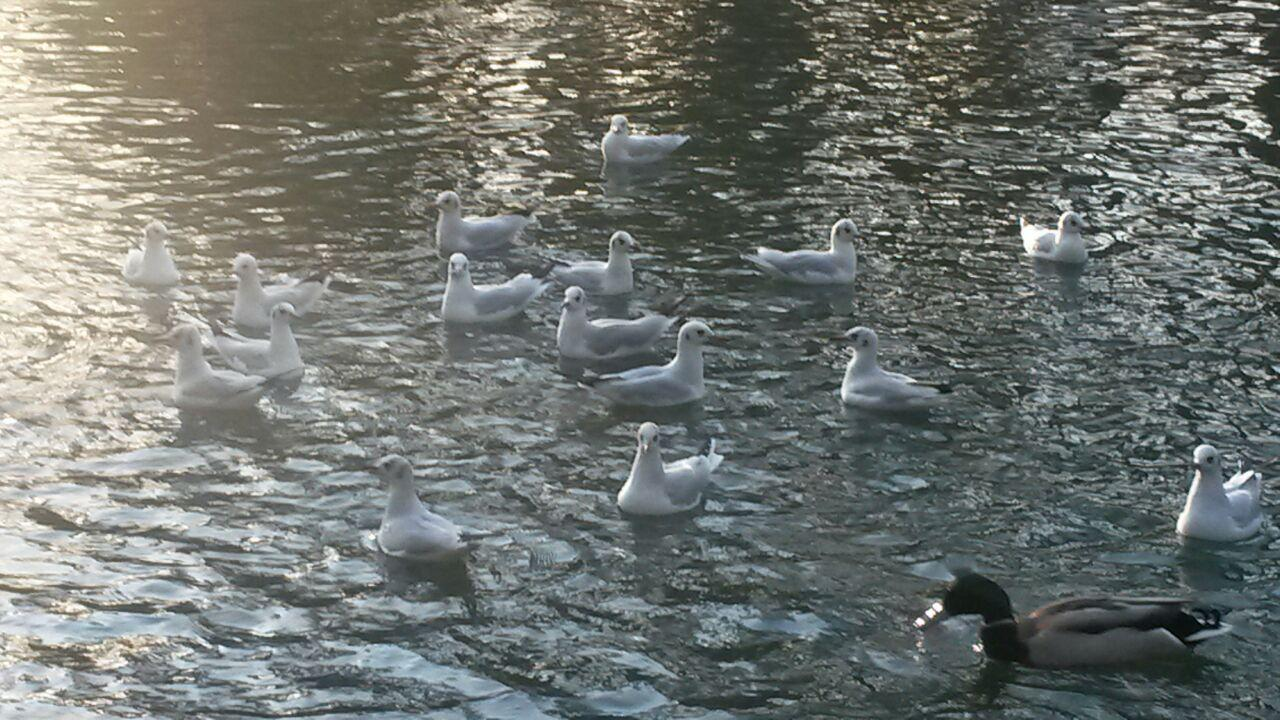
Seagulls au parc de Monza en janvier 2015

Ayant cessé sa fonction de véritable réserve de chasse puis de domaine agricole modèle, le parc compte aujourd'hui un bon nombre d'espèces animales spontanées, auxquelles il faut ajouter les espèces d'élevage, notamment les bovine (Mulini San Giorgio) et equine (Mulini San Giorgio et Cascina Cernuschi, encore utilisés comme caserne pour les carabiniers à cheval). Aussi important dans les cinquante ans d'activité est l'élevage de chevaux de l'hippodrome de Mirabello, actif jusqu'à 1976. Une étude menée par des chercheurs de l'université de Pavie en collaboration avec le musée d'Histoire naturelle de Milan ont identifié une variété surprenante de mammifères, d'oiseaux, de reptiles, d'amphibiens et de poissons, qui contribuent à accroître considérablement l'importance et la valeur de cet espace vert.
La faune du parc est principalement composé de écureuil roux (Sciurus vulgaris), du Lièvre d'Europe (« Lepus europaeus »), du loir (Glis glis), de la Taupe européenne ("Talpa europaea"), le renard roux (Vulpes vulpes), le lapin sauvage (Oryctolagus cuniculus) et le  hérisson commun (Erinaceus europaeus), en ce qui concerne les mammifères par le pic épeiche (Dendrocopus major), par le pic vert (Picus viridis) et par la sittelle  (Sittelle européenne), en ce qui concerne les picchi, du canard mandarin (Aix galericulata), du canard colvert (Anas platyrhyncos), du héron gris (Nycticorax nycticorax), du kingfisher (Alcedo atthis) et du héron cendré (Ardea cinerea), comme concerne les oiseaux aquatiques, du buzzard (Buteo buteo), du hulotte hulotte (Strix aluco), du hibou des marais (Asio otus), dans le mois l'hiver par les mouette (Laridae), par l'owl (Athene noctua) et par le crécerelle (Falco tinnunculus), en ce qui concerne les oiseaux raptors; du lézard vert (Lacerta bilineata) et de Serpent d'Esculape (Elaphe longissima), concernant les reptiles de la Grenouille lateste (Rana latastei), du triton huppé italien (Triturus carnifex) et du crapaud vert (Bufo viridis), en ce qui concerne les amphibiens du carpe commune et du cavedano, en ce qui concerne le poisson.

## Accessibilité et transport
Historiquement, la villa royale et son parc étaient desservis par une station à l'usage exclusif de Roi et de sa famille, située au le tracé du chemin de fer Milan-Chiasso. La gare, inaugurée en 1884, se trouvait sur le prolongement de l'historique Milan-Monza (actif depuis 1840), qui passait sous la longue avenue prospective du palais de Monza (aujourd'hui viale Cesare Battisti), sans pour autant affecter la vue, en interrompant la perspective. La Gare Royale, dont la salle d'attente royale est encore intacte aujourd'hui, fut utilisée pour la dernière fois pour transporter au Rome le corps du roi Umberto I, le 8 août 1900.
1900 fut aussi l'année de l'extension du tramway Milan-Monza historique de l'Arengario jusqu'au parc, déjà touché par 1890 par la ligne vers Carate.Selon Cornolò (1980), le Monza-Carate a été construit en 1888 et mis en service le 20 juin de la même année. À la suite de la construction de l'autodrome et de l'hippodrome de Mirabello en 1924, il fut décidé d'étendre le tracé du tramway jusqu'au soi-disant anneau de Vedano, un tronçon de ligne établi pour des services spécifiques desservant les deux installations sportives (actif depuis année suivante). En 1956 un service de voiture a été lancé entre Monza et Vedano, prolongé le année suivante jusqu'à Giussano : les bus, parallèles au tramway, allaient bientôt sonner le glas. Le service du tramway cesserait en effet en 1958 sur le Milan-Monza et en 1960 sur le Monza-Carate..
Le parc de Monza est desservi par les lignes z204 (Taccona-Monza-Vedano) et z208 (San Fruttuoso-Monza-Villasanta/Arcore) du service urbain (actuellement géré par Nord-Est Trasporti) et de la ligne z221 (Sesto-Monza-Carate-Giussano ) du service extra-urbain (géré par Brianza Trasporti - AGI). Noter la proximité du Biassono-Lesmo Gare du Parco (active depuis 1911), située à l'extrémité nord-ouest du parc, le long de la chemin de fer Monza-Molteno-Lecco.

## Concerts et événements

### Concerts
Quelques concerts récents organisés dans le parc ou jardin du palais royal :
- Pink Floyd : 20 mai 1989
- Radiohead : 18 et 19 juin 2000
- Enrico Ruggeri : 1er juillet 2009
- Laura Pausini : 3 juillet 2009
- Cristiano De André : 15 juillet 2010
- Carmen Consoli : 20 juillet 2010
- Roberto Vecchioni : 19 juin 2011
- Emma : 26 juin 2011
- Cesare Cremonini : 10 juillet 2011
- Franco Battiato : 20 juillet 2011
- Festival de rock de la Brianza 2014-15-16-17
- Manu Chao : 20 juin 2015
- Gods of Metal : 2 juin 2016
- I-Days 2016 : du 8 au 10 juillet 2016
- Luciano Ligabue : 24 et 25 septembre 2016
- I-Days 2017 : du 15 au 18 juin 2017
- Bruce Springsteen : 25 juillet 2023

### Événements
Certains événements ont été organisés dans le parc, notamment la visite du pape François, qui a attiré environ un million de personnes.
Le contre-la-montre de la dernière étape du 100e Giro d'Italia partait de l'hippodrome et traversait ensuite le parc.